# Rolando Garbey
Rolando Garbey (* 19. November 1947 in Santiago de Cuba; † 16. Dezember 2023 in Havanna) war ein kubanischer Boxer. Er war der erste Boxer, der für Kuba eine olympische Medaille gewann. Er war der Onkel von Ramón Garbey.

## Amateur
Garbey gewann 1967 im Halbmittelgewicht (-71 kg) mit einem Finalsieg über Víctor Galíndez, Argentinien die Panamerikanischen Spiele. Bei den Olympischen Spielen  erreichte Garbey im Jahr 1968 nach Siegen über Eamonn McCusker, Irland (TKO 1.), Detlef Dahn, DDR (3:2), Eric Blake, Großbritannien (KO 1.), und Johnny Baldwin, USA (4:1), das Finale, welches er gegen den Titelverteidiger Boris Lagutin, Sowjetunion (5:0), verlor und damit als erster Kubaner eine Boxmedaille gewann.
1970 gewann Garbey die Zentralamerika- und Karibikspiele in Panama und 1971 zum zweiten Mal die Panamerikaspiele. Bei den Olympischen Spielen 1972 gewann er gegen Ricky Barnor, Ghana (5:0), Franz Csandl, Österreich (5:0) und Jae Keun Lim, Südkorea (TKO 2.), musste sich jedoch im Viertelfinale dem Polen und späteren Silbermedaillengewinner Wiesław Rudkowski geschlagen geben (4:1).
1972 und 1973 gewann er die Zentralamerika- und Karibikmeisterschaften.
1974 konnte Garbey seinen Titel bei den Zentralamerika- und Karibikspielen verteidigen und gewann mit einem Finalsieg über Alfredo Lemus, Venezuela (3:2), die erstmals ausgetragenen Weltmeisterschaften. 1975 erkämpfte er sich zum dritten Mal die Goldmedaille bei den Panamerikanischen Spielen.
1976 nahm Garbey nochmals an den Olympischen Spielen teil und erreichte nach Siegen über Dashnian Olzwoi, Mongolei (KO 3.), Earl Liburd, Amerikanische Jungferninseln (RSC 2.), und Kalevi Kosunen, Finnland (RSC 1.), das Halbfinale, welches er gegen Tadija Kačar, Jugoslawien (4:1) verlor und damit die Bronzemedaille gewann.
Später wurde er Trainer von Guillermo Rigondeaux, Luis Ortiz und Sixto Soria.
Er starb am 16. Dezember 2023 im Alter von 76 Jahren in Havanna an zwei Herzinfarkten, nachdem er wegen einer Peritonitis operiert worden war.